# Fiato
El fiato, o la capacidad de fiato que tiene un cantante, es la posibilidad de dosificar adecuadamente el aire mientras se canta. Una buena capacidad de fiato permite sostener las notas o emitir toda una frase sin tener que tomar aire, sin por ello perder fuerza ni expresividad. «Fiato» es una voz italiana que significa literalmente «aliento».
La capacidad de fiato se desarrolla con técnicas de canto, ejercicios de respiración o ejercicios aeróbicos. Una de las formas más particulares para desarrollar una buena capacidad de fiato es la técnica usada por el barítono italiano Piero Cappuccilli, que practicaba buceo profundo.
La palabra se usa también, aunque en grado menor, en relación con los aerófonos, es decir, los instrumentos de viento tales como metales y maderas («de soplo», como a veces se lee en algunas traducciones demasiado literales de «instrumenti a fiati») y hace referencia a la capacidad pulmonar del intérprete.
Coloquialmente, quedarse «desfiatado» sería quedarse «sin aire». 
En algunos países, particularmente en Chile, fiato se asocia con empatía, afinidad, comunicación, coordinación, armonía o sincronización. Se utiliza especialmente en el ámbito musical para significar buena comunicación entre los integrantes de una agrupación musical. «Afiatar» sería, entonces, sinónimo de armonizar, coordinar. También se hace referencia al «fiato» entre dos personas. La «falta de fiato» sería la falta de afinidad.